# Schlacht um Kiew (1941)
1941: Białystok-Minsk – Dubno-Luzk-Riwne – Smolensk – Uman – Kiew – Odessa – Leningrader Blockade – Wjasma-Brjansk – Charkow – Rostow – Moskau – Tula

1942: Rschew – Charkow – Ljuban/Wolchow – Kertsch/Sewastopol – Fall Blau – Kaukasus – Stalingrad – Operation Mars

1943: Woronesch-Charkow – Operation Iskra – Nordkaukasus – Charkow – Kursk – Orjol – Donez-Mius – Donbass – Belgorod-Charkow – Smolensk – Dnepr – Kiew

1944: Dnepr-Karpaten – Leningrad-Nowgorod – Krim – Wyborg–Petrosawodsk – Operation Bagration – Lwiw-Sandomierz – Jassy–Kischinew – Belgrad – Petsamo-Kirkenes – Baltikum – Karpaten – Ungarn

1945: Kurland  – Weichsel-Oder – Ostpreußen – Westkarpaten – Niederschlesien – Ostpommern – Plattensee – Oberschlesien – Wien – Oder – Berlin – Prag
Die Schlacht um Kiew war eine Schlacht im Deutsch-Sowjetischen Krieg während des Zweiten Weltkriegs zwischen der Sowjetunion und dem Deutschen Reich. Diese große Kesselschlacht fand von Mitte August bis zum 26. September 1941 statt und endete mit einem Sieg der Wehrmacht. Dabei wurden 43 Divisionen von 5 sowjetischen Feldarmeen, darunter die 5., 37., 26., 21. und 38. Armee vollständig und die 40. Armee schwer geschlagen. Kiew wurde am 19. September 1941 besetzt. Die deutschen Besatzer begingen zahlreiche Kriegsverbrechen, darunter das Massaker von Babyn Jar. Dabei ermordeten sie in Kiew am 29./30. September 1941 über 30.000 Juden. Kiew wurde im November 1943 in der Zweiten Schlacht um Kiew von der Roten Armee zurückerobert.

## Vorgeschichte
Die Panzergruppe 1 hatte in der Panzerschlacht bei Dubno-Luzk-Riwne (23. bis 29. Juni 1941) einen großen Teil der mechanisierten Kräfte der sowjetischen Südwestfront ausgeschaltet. Die verbleibenden mobilen Kräfte hatten nur noch wenige Panzer, wurden aber von eintreffenden mechanischen Verbänden verstärkt. Anfang Juli stieß der nördliche Flügel der deutschen 6. Armee mit dem XVII. Armeekorps über den Styr- und Slutsch-Abschnitt nach Korosten vor, wo man wieder auf starken Widerstand der sowjetischen 5. Armee traf. Südlich davon folgte die Masse der deutschen 6. Armee (LV., XXIX., später auch LI. A.K.) hinter dem III. A.K. (mot.) nach Schitomir nach. Diese Kräfte strebten auf die Metropole Kiew zu und trieben einen Keil zwischen die sowjetische 5. und 6. Armee. Weiter südlich erreichte die Panzergruppe 1 am 7. Juli mit dem XXXXVIII. A.K. (mot.) den Raum Berditschew und besetzte die Stadt am folgenden Tag nach kurzem Kampf. Gleichzeitig drängte die deutsche 17. Armee die sowjetische 26. Armee aus den Raum Tarnopol nach Proskurow zurück. Dieser Umstand zwang die südliche noch am Dnjestr-Abschnitt ausharrende sowjetische 12. Armee (Generalmajor P. G. Ponedelin), schnell nach Osten zurückzugehen, um einer Abschneidung durch die 17. Armee von Norden her zu entgehen.
Als die Masse der deutschen 6. Armee (Feldmarschall von Reichenau) den befestigten Raum von Nowograd-Wolynski entlang der sowjetischen Grenze von 1939 bedrohte, konzentrierte sich die rote Südwestfront darauf, die Panzergruppe 1 auf dem Weg nach Kiew zu stoppen und die Verbindungen zwischen der 5. und 6. Armee wiederherzustellen. Die Stawka befahl starke Gegenangriffe, um den deutschen Vormarsch auf Kiew aufzuhalten. Für die folgende Schlacht bei Korosten standen der Südwestfront sofort das 9., 19. und 22. mechanisierte Korps zur Verfügung, während das 16. und 18. mechanisierte Korps von der 12. Armee und der 9. Armee noch nach Norden beordert werden mussten. Ab dem 11. Juli griff die im Raum Korosten konzentrierte sowjetische 5. Armee (General Michail I. Potapow) mit dem 31. Schützenkorps (Generalmajor A. I. Lopatin) und dem 9., 19. und 22. mechanisierte Korps in südwestlicher Richtung an und traf hauptsächlich auf die Linien des deutschen III. (mot).,  XVII. und XXIX. Armeekorps. Wenige Tage später schloss sich auch die sowjetische 6. Armee (Generalleutnant I. N. Musytschenko) der Offensive an, indem sie mit dem 49. Schützenkorps und dem 16. mechanisierten Korps nach Nordwesten auf Berditschew angriff (das 18. mechanisierte Korps kam zu spät aus dem äußersten Süden). Nach vier Tagen erbitterter Kämpfe und trotz des Vorrückens der nördlichen Angriffsgruppe mit 16 Kilometern Tiefe mussten die sowjetischen Truppen schließlich ihre Angriffe abbrechen. Die Folge waren weitere schwere Panzerverluste: Beim 9., 19. und 22. mechanisierte Korps blieben nur noch 95 Panzer übrig; die Sowjets waren gezwungen, sich hinter die Ausgangsstellungen zurückzuziehen.

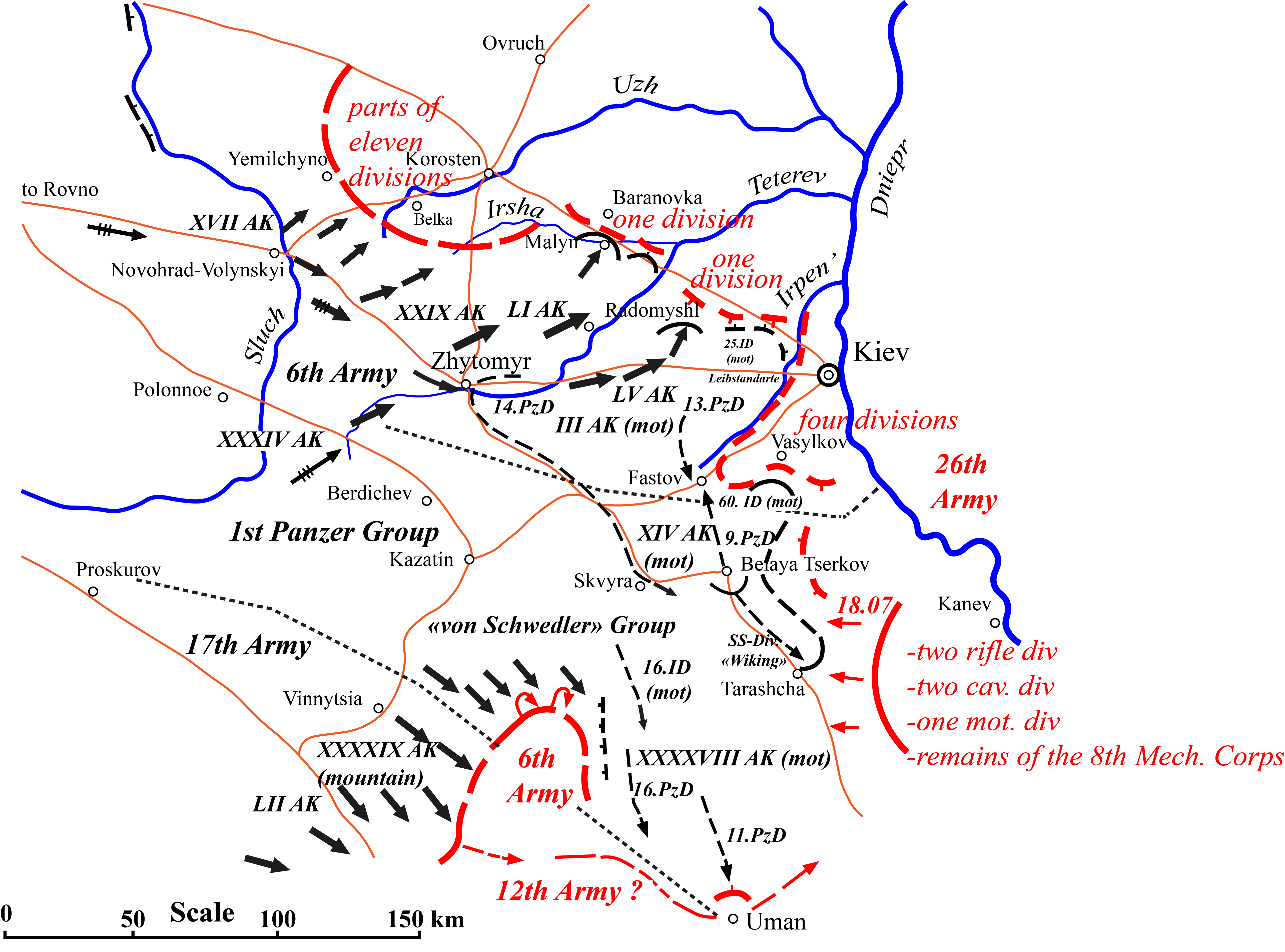
Lage am 21. Juli

Zu diesem Zeitpunkt gingen sowohl die Stawka als auch das Oberkommando der Südwestfront davon aus, dass die Heeresgruppe Süd die gescheiterte Gegenoffensive nutzen würde, um die eigene Offensive mit der Panzergruppe 1 auf Kiew fortzuführen. Die 26. Armee (Generalleutnant F. J. Kostenko) wurde daher aus der Front gezogen, ihrem Armeeoberkommando wurde die Kontrolle über alle Streitkräfte östlich und nordöstlich von Belaja-Zerkow übergeben. Der Stawka-Befehl ordnete die Verteidigung des südwestlichen Vorfelds von Kiew sowie eine engere Verbindung mit der nördlicher stehenden noch kampfkräftigen 5. Armee an. Zur Sicherungen der Stadtbefestigungen wurde sogar das 3. Luftlandekorps (Generalmajor W. A. Glasunow) aus der Reserve der Südfront nach Kiew herangezogen und bei Borispol stationiert, um einem möglichen deutschen Fallschirmangriff über den Dnjepr entgegenzuwirken. Schließlich wurde am 23. Juli für die Befehlsführung im Festungsbereich von Kiew das Oberkommando der 37. Armee neu aufgestellt, der rasch acht Schützen-Divisionen zugeführt wurden.
Nachdem der Abschnitt zwischen Schitomir und Berditschew fest in der Hand der deutschen 6. Armee war, begann auf Befehl des OKW nicht der sofortige Vorstoß auf Kiew, sondern das Abschwenken des XXXXVIII. und XIV. A.K. (mot.) nach Südosten, um die Voraussetzungen einer Umfassung der zurückgehenden sowjetischen Streitkräfte (12. und 18. Armee) am östlichen Ufer des südlichen Bug zu schaffen, welche in der Kesselschlacht bei Uman mündeten. Das III. Armeekorps (mot.) verblieb zur Auffrischung der 13. und 14. Panzer-Division vorerst im Raum Bogusław-Korsun am Dnjepr stehen und wurde mit Teilen der SS-Division „Wiking“ verstärkt.

### Erster Angriff auf den Festungsbereich Kiew
Der nach Westen an den Fluss Irpen gelehnte Befestigte Raum von Kiew blieb für die Rote Armee das letzte Standbein am rechten Ufer des Dnjepr. Die 165. Schützendivision zog sich am Morgen des 31. Juli über den Dnjepr zurück und bezog zwischen dem Vororten Bortnitschi und Woronkow neue Stellungen. Die 175. Schützendivision und die kombinierte Division Motykin positionierten sich an der Südfront des befestigten Raumes von Kiew, wo das 64. Schützenkorps (Generalmajor A. D. Kuleschow) die Verteidigung übernommen hatte.
Nach Erreichung des Befestigten Raumes an der südlichen Landseite von Kiew begannen die Divisionen des deutschen XXIX. A.K. (General der Infanterie Hans von Obstfelder) mit den Vorbereitungen zum Angriff auf den äußeren Festungsring. Die Aufklärung wurde durchgeführt, schwere Artillerie in Stellung gebracht. Am 4. August morgens um 6:00 Uhr begann nach einer einstündigen Artillerievorbereitung unter Einsatz der schweren Artillerie der Angriff auf den befestigten Raum Kiew. Zum Angriff wurden angesetzt: die 75. Infanteriedivision (Angriffszone Tarasowka), 44. Infanteriedivision (Angriffszone Jurowka), 99. Infanteriedivision (zwischen dem Dorf Gatnoje und Vita-Pochtowaja), 71. Infanteriedivision (zwischen Vita-Pochtowaja - Kruglik) und die 95. Infanteriedivision (etwa zwischen Wassilkow bis zum Dnjepr).
Am 4. August bildete sich aus der Pinsker Militärflottille (Konteradmiral D. D. Rogatschow) die Kiewer Flussflottille, welche mit mehreren Kanonenbooten und Monitoren die Truppen der 37. und 26. Armee unterstützte. Am 5. August nahm die deutsche 44. Infanteriedivision Jurowka ein, die 99. Infanteriedivision kämpfte nördlich von Gatny. Die 95. Infanteriedivision startete eine Offensive entlang des Dnjepr gegen die Dörfer Kremenishtsche und Chotow. Am Abend des 6. August wurde Tarasowka von der 44. Infanteriedivision genommen, am folgenden Tag wurde auch die 299. Infanteriedivision zwischen der 71. und 99. I.D. eingeschoben, um gegen die Linie Schuljany - Ust-Wolynski - Stalinka anzugreifen. Einheiten der sowjetischen 6. und 5. Luftlande-Brigade (Oberst A. I. Rodimzew) verstärkten den Abschnitt Teremki-Nowosjolki. Die 75. und die 44. Infanteriedivision wurden bis zum Abend des 9. August dem LV. A.K. (General der Infanterie Erwin Vierow) unterstellt, dieses Generalkommando blieb aber selbst dem XXIX. A.K. untergeordnet. Am 8. August wurde die neu formierte sowjetische 37. Armee offiziell unter dem Kommando von Generalmajor A. A. Wlassow damit beauftragt, Kiew unter allen Umständen zu verteidigen. Die Stawka übertrug auch die 284. Schützendivision (Oberst G. P. Pankow) und die 295. Schützendivision (Oberst I. D. Andrjukow) an die 37. Armee, eine erste Staffel der 284. Schützendivision wurde bereits im südlichen Festungsbereich eingesetzt.
Am 10. August begann eine Gegenoffensive der sowjetischen Truppen am südlichen Abschnitt der Befestigungsfront, dies führte in wenigen Tagen zur Rückeroberung der Linie Jurowka - Vita-Pochtowaja - Kruglik - Vita-Litowskaja. Nach intensiver Artillerievorbereitung hatte die 2. Luftlande-Brigade und die 206. Schützendivision den Ort Schuljany wieder genommen; die 175. Schützendivision konnte die Deutschen aus Tarasowka vertreiben. Die deutschen Truppen mussten ihre ersten Angriffe auf Kiew abbrechen, auch auf Seiten der sowjetischen Truppen im Kiewer Befestigungsbereich wurden zunächst keine militärischen Aktionen durchgeführt. Das Eintreffen der 284. Schützendivision ermöglichte am 11. August einen Gegenangriff im Raum Myschelowka. Die 206. Schützendivision begann Straßenkämpfe im Dorf Gatnoje und kämpfte um Krasny Traktir (etwa 3 km nordöstlich des Dorfes Chabany), während die 147. Schützendivision im Gebiet Myschelowka angriff. Bis zum 16. August war die Situation für die Rote Armee wiederhergestellt und die Front im Festungsbereich stabilisierte sich. Am 20. August beschloss General Potapow, das 27. Schützenkorps (Generalmajor P. D. Artemenko) in die Region westlich Tschernigow auf das linke Ufer des Dnjepr zurückzuziehen, denn die Nordflanke der Südwestfront ragte mit ungeschützten Flanken zu weit nach Westen vor. Die Deutschen hatten den Rückzug der sowjetischen Truppen über den Dnjepr erwartet und begannen sofort mit der Verfolgung, die am Abend des 23. August mit der Etablierung eines Dnjepr-Übergangs bei Okuninowo (Dymer) endete. Die 44. Infanteriedivision (Generalleutnant Friedrich Siebert) wurde am 22. August aus dem Gebiet Tarasowka-Jurowka in den Nordabschnitt des befestigten Bereichs von Kiew verlegt und dem LI. A.K. (General der Infanterie Hans Wolfgang Reinhard) zugewiesen. Am 26. August begann diese Infanteriedivision den Fluss Irpen im Bereich Demidowo zu überqueren und versuchte zwischen Ljutesch - Swaromoje über den Dnjepr zu kommen und am linken Ufer einen weiteren Brückenkopf für den anschließenden Angriff auf Kiew zu bilden.

### Kiew anstatt Moskau als neues Operationsziel
Am 16. August meldete die Heeresgruppe Süd, dass „die erschöpfte deutsche Infanterie nicht mehr zum Angriff befähigt“ sei und sie „daher die vorübergehende Einstellung des Angriffes auf Kiew angeordnet“ habe. Hitler befahl am 21. August entgegen der anfänglichen Planung des Generalstabes, nach heftigen Auseinandersetzungen mit diesem in der sogenannten Augustkrise, den Stoß der Heeresgruppe Mitte auf Moskau vorläufig zugunsten der vollständigen Eroberung der Ukraine durch die Heeresgruppe Süd abzuändern. Der Schwerpunkt der Heeresgruppe Süd sollte gegen das Industriegebiet am Donez angesetzt werden. Die zentrale Rolle wurde dabei der 17. Armee zugewiesen, welche in allgemeiner Richtung auf Woroschilowgrad vorzugehen hatte. Die Aufgabe des Flankenschutzes nach Norden fiel dabei der 6. Armee, jener nach Süden der Panzergruppe 1 zu. Interessant ist, dass zu diesem Zeitpunkt nicht an eine Umfassungsoperation, sondern an ein keilförmiges Vortreiben gedacht war, da Generalstabschef Halder jenseits des Dnjepr keine geschlossene Widerstandskraft der Roten Armee erwartete.
Die Möglichkeit eines offensiven Zusammengehens mit der Heeresgruppe Mitte zeichnete sich am 20. August ab, als die 2. Armee die Stadt Gomel genommen und damit die Stalin-Linie überwunden hatte. Ungeduldig wegen der langen Bereinigung des Pripjat-Raumes traf Hitler am 21. August die später noch folgenreiche Entscheidung, dass die Heeresgruppe Mitte mit der Heeresgruppe Süd zusammenwirken solle und dabei ohne Rücksicht auf spätere Operationen so viele Kräfte anzusetzen habe, wie sie als notwendig betrachte. Dazu wurde die Panzergruppe 2 des Generalobersten Guderian angesetzt, welcher am 23. August persönlich ins Führerhauptquartier nach Rastenburg bestellt wurde, um gegen diesen Kräfteansatz zu argumentieren, da er sich auf die Wege- und Treibstoffsituation und das Auffrischungsbedürfnis der schnellen Truppen unter der Prämisse des baldigen Vorgehens gegen Moskau berief. Erst nach einer Unterredung mit Hitler schlug Guderian sogar von sich aus den Einsatz der gesamten Panzergruppe 2 vor, was wiederum Reibungen mit dem Oberbefehlshaber der Heeresgruppe Mitte, Feldmarschall von Bock, mit sich brachte, da dieser seine Kräfte für den Stoß auf Moskau zusammenhalten wollte.

## Operative Planungen

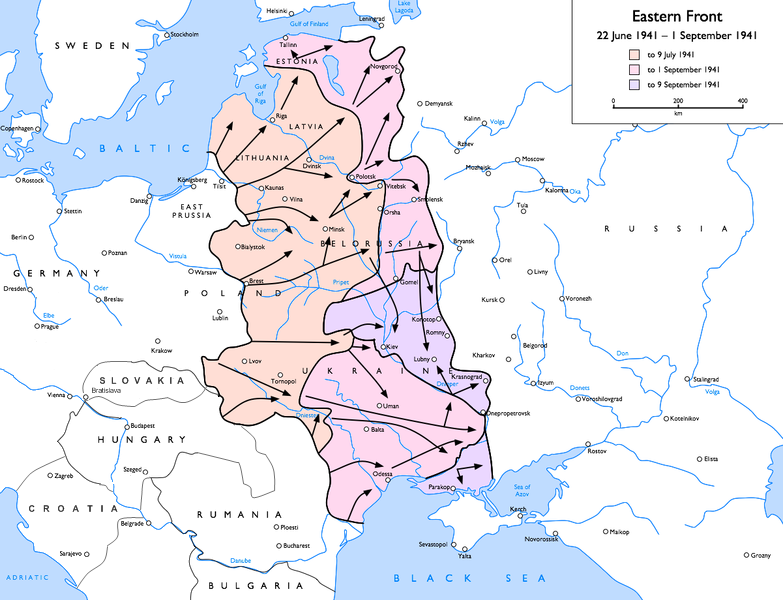
Ostfront zur Zeit der Schlacht um Kiew

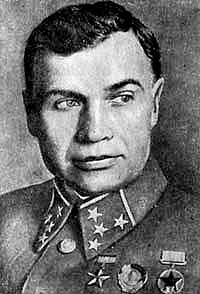
Generaloberst M. P. Kirponos

Nach dem Plan des deutschen Oberkommandos hatte die Heeresgruppe Mitte mit der 2. Armee (Generaloberst Maximilian von Weichs) und der Panzergruppe 2 nach Süden abzuschwenken, um die vor der Front der 6. Armee zwischen dem Teterew und den am Dnepr zwischen Gornostaipol und Kiew haltenden vier (5., 21., 26. und 37.) sowjetischen Armeen den Rückzug abzuschneiden. Bei der Heeresgruppe Süd hatte die deutsche 17. Armee (General der Infanterie Carl-Heinrich von Stülpnagel) durch einen Vormarsch nach Nordost zum Dnjepr zwischen Kanew und Krementschug aufzuschließen und gemeinsam mit der Panzergruppe 1 (Generaloberst Ewald von Kleist) einen Brückenkopf zu errichten, um den Verbänden der Panzergruppe 2 entgegenstoßen zu können. Dafür war eine günstige Ausgangsbasis geschaffen, weil durch das IV. Armeekorps (Gruppe Schwedler) und XXXXIV. Armeekorps bereits eine Sicherung an der Dnjepr-Linie zwischen Kanew und Tscherkassy etabliert worden war. Im Raum Krementschug hatte das XI. und LII. Armeekorps der 17. Armee einen Brückenkopf am anderen Dnjepr-Ufer zu errichten, aus dem später der Angriff der Panzergruppe 1 aus dem Süden erfolgen sollte.

### Verteidigungsorganisation der Roten Armee
Die sowjetische Südwestfront hatte ihr Hauptquartier in Browary, 12 Kilometer nordöstlich von Kiew, aufgeschlagen. Sechs unter dem Oberbefehl von Generaloberst Michail Petrowitsch Kirponos stehende sowjetische Armeen wurden im Raum zwischen Dnjepr und Desna (Dnepr) ab Ende August nach und nach eingekreist. Die Stawka hatte Marschall Semjon Budjonny als stellvertretenden Oberbefehlshaber der Südwestfront eingesetzt.
Westabschnitt
- Die Ende Juli für die direkte Verteidigung Kiews neu aufgestellte 37. Armee (Generalmajor Andrei Andrejewitsch Wlassow) verteidigte gegenüber der deutschen 6. Armee einen etwa 200 km breiten Frontabschnitt. General Wlassow hatte am 8. August den Oberbefehl übernommen, zur Verteidigung der Stadt und Festung Kiew standen ihm 108.750 Mann und 1116 Geschütze zur Verfügung. Ab dem 24. August zielten die Hauptanstrengungen der 37. Armee darauf ab, den deutschen Brückenkopf in der Nähe des Dorfes Okuninowo zu beseitigen. Um das deutsche LI. Armeekorps in dem bei Gornostaipol gebildeten Brückenkopf von Okuninowo festzuhalten, wurde das verstärkte 27. Schützenkorps (Generalmajor Andrei Iwanowitsch Smirnow mit der 228. Schützendivision, Reste 22. mechanisiertes Korps, 87., 124., 131., 176. Schützen- und 28. Gebirgsschützen-Division) eingesetzt. Das Armeeoberkommando hielt es offenbar noch für möglich, den Okuninowo-Brückenkopf bald zu liquidieren, daher wurde für das 27. Schützenkorps die Aufgabe, „die deutsche Gruppierung im Okuninowo-Brückenkopf zu liquidieren“ in den Befehlen täglich wiederholt. Zur Verteidigung des Desna-Überganges bei Oster wurde eine Division gebildet, die aus zwei Infanteriebataillonen, einem Pontonbataillon, einem Artillerie-Regiment und zwei Kompanien leichter Panzer bestand.

Die Truppen der Festungsregion Kiew verteidigten sich im System des Befestigten Raumes von Kiew und standen sechs Divisionen (71., 44., 99., 299., 95. und 75. I.D.) des deutschen XVII. und XXIX. A. K. gegenüber. Die Festungsfront betrug einschließlich der Stellungen der rechts eingesetzten 28. Gebirgsschützen-Division etwa 60 Kilometer, verfügbar waren 6 Schützendivisionen (3. Luftlande-Korps, 147., 175., 206., 284. und 295. Schützendivision) und 609 Geschütze. Das 64. Schützenkorps (mit der 165. und der neu organisierten 146. Schützendivision) verteidigte am linken (östlichen) Ufer des Dnjepr von Bortnitschi bis Andruscha gegen die deutsche 95., 294. und 132. Infanteriedivision.
- Die 5. Armee (General Michail Iwanowitsch Potapow) befand sich nach dem Rückzug vom Dnjepr bei Okuninowo in einem krisenhaften Zustand. Am 23. August eroberten Einheiten der deutschen 11. Panzerdivision eine Dnjepr-Brücke in der Nähe des Dorfes Okuninowo, etwa zehn Kilometer nördlich von Kiew. Die Front der Armee hatte sich dadurch gegenüber den Kämpfen im Juli und August um 180 Grad nach Norden verschoben. Die Truppen, die den Okuninowo-Brückenkopf blockierten, waren die Reste des 22. mechanisierten Korps, die 228. Schützen- und 131. mot. Division. Das 31. Schützenkorps (Generalmajor Nikolai Wassiljewitsch Kalinin mit 193., 195. Schützen- und 215. mot. Division) nahm die Verteidigung mit den Hauptkräften (195., 215. Schützendivision) entlang des Ostufers des Dnjepr mit einer Front im Westen entlang des Abschnittes Ljubesch - Mnevo - Sorokoschichi auf. Die Front im Norden entlang der Linie Kulewitschi-Ljubesch wurde von der 193. Schützendivision verteidigt. Im Wesentlichen waren die beiden anderen Divisionen des Korps aber inaktiv, da ihnen außer der deutschen 79. nur Teile der 17. Infanteriedivision gegenüberstanden. Dies konnte später nur durch eine falsche nachrichtendienstliche Einschätzung der feindlichen Positionen seitens des 31. Schützenkorps erklärt werden.

Im Bezug auf die Kampfstärke nahm die 5. Armee mit 95.780 Mann und 619 Kanonen, den zweiten Platz unter allen Armeen der Südwestfront ein. Die Streitkräfte der deutschen 260. Infanteriedivision hatten am linken Ufer der Desna eine südliche Brückenkopfstellung im Raum Borka - Lopatino – Vibli gebildet und dadurch war der 5. Armee ab 1. September der direkte Kontakt zur rechts angrenzenden 21. Armee abgeschnitten worden. Nachdem die Deutschen den Hauptarm der Desna überquert hatten, etablierten sie eine Brückenkopfposition, die rechts und vorne von einem bogenförmigen Flussarm mit einer Spitze im Süden dicht gedeckt war. Die linke Flanke wurde nur beobachtet. An der Naht zur südlich stehenden 37. Armee drohten aus dem Okuninowo-Brückenkopf deutsche Vorstöße. Somit waren beide Flanken der 5. Armee bedroht.
Nordabschnitt
Der rechte Flügel der 5. Armee, das mit Front nach Norden stehende 15. Schützenkorps (Oberst Iwan Iwanowitsch Fedjuninski mit der 62., 45. und 200. Schützendivision, 1. Luftlandekorps (zwei Brigaden), Reste des 9. mechanisierten Korps und der 5. Panzerabwehrbrigade) verteidigte die Front entlang der Linien Lopatino – Khaljawin – Dowtschik und stand dem deutschen XIII. A.K. (General der Infanterie Hans-Gustav Felber mit der 293., 260., 134. und 17. Infanteriedivision) gegenüber. Die Hauptaufgabe des Korps bestand darin, den deutschen Durchbruch bei Tschernigow zu verhindern, als Reserve dienten der Armee das 1. Luftlandekorps und die Reste des 9. mechanisiertes Korps.
- Die 21. Armee (General Wassili Iwanowitsch Kusnezow) war formal noch der Brjansker Front unterstellt, jedoch in der operativen Hinsicht bereits in der Südwestfront integriert, die offizielle Unterstellung erfolgte erst am 6. September.  Diese Armee bestand aus drei Schützenkorps (67., 28. und 66.) und einem Kavalleriekorps (32., 43., 47. Kavalleriedivision) und zählte 79.570 Mann, 499 Geschütze, 8  Panzer und 15 gepanzerte Fahrzeuge.  Das 67. Schützenkorps (Oberst Filipp Feodosjewitsch Schmatschenko mit der 24., 42. und 277. Schützendivision) war an der Linie Obolonje - Reimentarowka - Schadowo - Semjonowka mit  Front nach Osten stationiert und führte Abwehrkämpfe gegen Einheiten der deutschen Panzergruppe 2, welche erfolgreich über Obolonje und Semjonowka vorrückte. Das 28. Schützenkorps (mit der 187., 219., 117. Schützendivision) nahm Verteidigungspositionen in der Mitte der 21. Armee ein, wobei die Front im Nordwesten auf der Linie Orlikowka-Tichonowitschi-Schtschors an die rechte Flanke (187. Schützendivision) angrenzte, wobei Orlikowka durch Einheiten der 277. Schützendivision des 67. Schützenkorps und die linke Flanke bei Shchors durch Einheiten der 55. Schützendivision des 66. Schützenkorps gedeckt wurde.

Die deutsche 45. und die 112. Infanteriedivision rückten gegen diesen Abschnitt vor. Das 66. Schützenkorps (Generalmajor Fjodor Dmitrijewitsch Rubtzow mit der 55., 232. und 75. Schützendivision) verteidigte an der Linie Shchors-Borki, wobei Einheiten der deutschen 1. Kavalleriedivision, der 131. und 260. Infanteriedivision gegenüberstanden.
Eine Kavalleriegruppe (32., 43. und 47. Kavalleriedivision) befand sich im Gebiet Krjukowka-Losjew und bildete mit der verstärkten 266. Schützendivision die Armeereserve.
- Die 40. Armee (Generalleutnant Kusma Petrowitsch Podlas) bestand am 1. September 1941 aus 31.950 Mann, 248 Kanonen, 1 schwerem, 14 mittleren, 40 leichten Panzern und 69 gepanzerten Fahrzeugen. Der 40. Armee waren die 293. Schützendivision, die 10. Panzerdivision, das 2. Luftlandekorps (drei Brigaden), die 135. Schützendivision sowie die 5. Panzer-Abwehrbrigade zugeteilt.  Die Front im Norden auf der Linie Dubowitschi-Korop wurde von der 293. Schützendivision und einem NKWD-Schützenregiment verteidigt.

Die Gegner im Norden waren die deutsche 3. und 4. Panzerdivision sowie das motorisierte Regiment „Großdeutschland“. Das 2. Luftlandekorps und die 10. Panzerdivision (nur 16 Panzer) verteidigten mit der Front nach Westen auf der Linie Korop-Konotop. Am rechten Flügel der 40. Armee stand eine Flankenbarriere, um den Vormarsch der deutschen 10. motorisierten Division des XXIV. Armeekorps (mot.) aufzuhalten. Schließlich nahm die 135. Schützendivision die Verteidigung auf breiter Front entlang der Flüsse Seim und Desna von Baturin bis Maksaki auf. Das 3. Luftlandekorps befand sich bei Konotop und wurde als vordere Reserve eingesetzt. Die 5. Panzerabwehr-Brigade, die damals über 40 76,2-mm-Kanonen verfügte, konnte die Verteidigung enorm verstärken. Das Hauptquartier der Südwestfront sah Ende August noch Gegenangriffe vor: „Die 40. Armee bekämpft die feindliche Gruppe im Raum Korop und strebt eine Umgehung der rechten Flanke in Richtung Gluchow vor.“
Südabschnitt
- Die 26. Armee (General Fjodor Jakowlewitsch Kostenko) führte mit 8 Schützendivisionen die Verteidigung entlang des linken (östlichen) Ufers des Dnjepr zwischen Andruscha und Chapajewka mit vier Divisionen (159., 227., 289., und 264. Schützendivision) in der ersten Staffel auf einer etwa 80 Kilometer langen Front. Darüber hinaus befanden sich dahinter vier weitere Divisionen (7., 41., 301., 199. Schützendivision) als Reserve. Eine weitere Division, die 304. Schützendivision, befand sich in Aufstellung der Front und war für die 38. Armee bestimmt. Der Schwerpunkt der Operationen der Truppen der Südwestfront verlagerte sich Ende Juli von der 26. Armee, dadurch konnten auch andere Frontabschnitte mit frischen Truppen versorgt werden. Einheiten des deutschen XXXXIV. A.K. (General der Infanterie Friedrich Koch) mit der 132., 94. und 68. Infanteriedivision blockierten das andere Dnjepr-Ufer beiderseits Kanew. Auf beiden Seiten bestand die Kampftätigkeit seit dem 16. August nur noch aus taktisch geführten kleineren Gefechten.

- Die 38. Armee (Generalmajor Dmitri Iwanowitsch Rjabyschew ab 15. August Nikolai Wladimirowitsch Feklenko) bildete den linken Flügel der Südwestfront, die Breite ihrer Verteidigungsfront zwischen Tscherkassy und Mischurin betrug etwa 180 Kilometer. Die Stärke der Armee betrug 6 Schützendivisionen und 4 Kavalleriedivisionen mit 77.070 Mann und 503 Geschütze. Die Verteidigung dieser Armee war in einen Ruhe- und einen Alarmbereich organisiert. Einerseits nahm die 38. Armee die Verteidigung entlang des linken Ufers des Dnjepr von Chapajewka bis zur Mündung des Flusses Worskla mit den Streitkräften der 116. und 297. Schützendivision auf, andererseits befand sich dahinter die 212. Schützendivision und die 37. Kavalleriedivision in Auffrischung. Die 97. und 196. Schützendivision befanden sich in der Armeereserve.

Die 38. Armee lieferte sich, zusammen mit den Streitkräften der 300. Schützendivision und dem 5. Kavalleriekorps (Generalmajor F. W. Kamkow mit der 3., 14. und 34. Kavalleriedivision) im Sektor Krementschug-Kischenki, hartnäckige Verteidigungskämpfe gegenüber den beginnenden Übergangsabsichten des deutschen IV. Armeekorps (Gruppe Schwedler). Direkt am Brückenkopf von Krementschug sicherten die 300. Schützendivision, die drei Kavalleriedivisionen und die 47. Panzerdivision (mit noch 34 Panzern). Ihnen gegenüber lagen vier Divisionen (125., 101., 100. und 97. I. D.) des deutschen LII. A.K. (General der Infanterie Kurt von Briesen), die am 2. September durch die 76. Infanterie-Division verstärkt wurden.

## Ablauf der Operationen

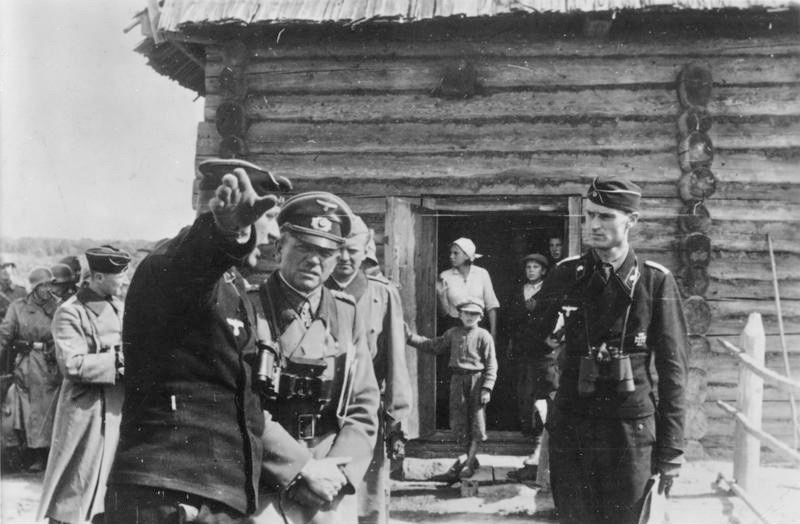
Guderian vor einem Gefechtsstand bei Kiew, 1941

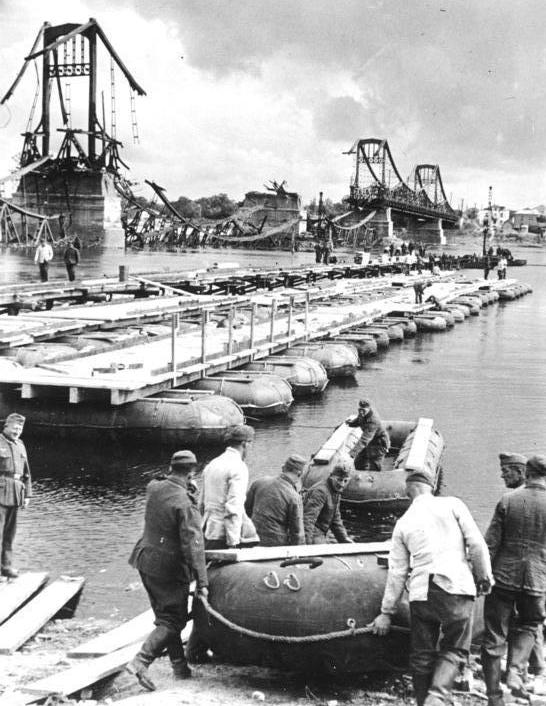
Pioniere der Wehrmacht errichten Pontonbrücke in Kiew, September 1941

### Westlicher Abschnitt
Die aus dem Raum Schitomir direkt nach Kiew anrückende deutsche 6. Armee kam mit dem XXIX. Armeekorps nur schwer voran, weil sie an der Nordflanke starken Angriffen durch die sowjetische 5. Armee ausgesetzt war. An der Nordflanke der 6. Armee sicherte die 213. Sicherungsdivision gegen das schwer zugängliche Gebiet am Südrand der Pripjetsümpfe. Das neu eingeführte LI. Armeekorps nahm den Vorstoß in Richtung auf Malin auf, wo das sowjetische 22. mechanisierte Korps eine Verteidigungslinie aufbaute.
Am linken Flügel marschierte das XVII. Armeekorps in Richtung auf Korosten vor, wo das sowjetische 31. Schützenkorps sicherte. Am 22. August besetzte die 62. Infanterie-Division Owrutsch.
Der Rückzug des nördlichen Flügels der Armee Potapow über den Pripjat zum Dnjepr wurde über Tschernobyl abgewickelt. Das 31. Schützenkorps übernahm gegenüber Kalyta die Verteidigung am östlichen Ufer des Dnjepr. Das 15. Schützenkorps machte gegenüber der deutschen 2. Armee in Richtung Tschernigow Front nach Nordosten.
Die Abwehr sowjetischer Gegenangriffe zwischen Teterew und dem Sdwish-Abschnitt wurde von der 296. Infanterie-Division getragen, die 75. Infanterie-Division wurde zur Schließung des südlichen Ringes um Kiew bestimmt und die 113. und 168. Infanterie-Division zur Sicherung zwischen Sdwish und Irpen in den Raum Gostomel herangezogen.
Am 23. August erreichte die 111. Infanterie-Division die große Dnjepr-Brücke bei Gornostaipol. Die dahinter folgende 11. Panzer-Division, die ihr über den Fluss gefolgt war, konnte am 24. August zügig zur Desna durchdringen, wurde aber durch Aktionen der sowjetischen Dnjepr-Flottille, der es gelang, die Brücke zu zerstören, abgeschnitten. Unter starken Feinddruck auf beide Flanken musste sich diese Vorhut bis 29. August wieder auf den Brückenkopf am Dnjepr zurückziehen. Am 4. September leitete das deutsche LI. Armeekorps den neuerlichen Angriff aus dem jetzt gesicherten Brückenkopf Okuninowo in Richtung Oster an der Desna ein, während südlicher das XXIX. Armeekorps gegen die südliche Befestigungslinie von Kiew vorging.
Am 16. September leitete die deutsche 6. Armee den zweiten Angriff auf Kiew ein. Zwischen der Führung der 296. Infanteriedivision und der 71. Infanteriedivision wurde vereinbart, dass Erstere die Linie Guta-Meschigorska bis zum Dnjepr zu stürmen und Zweitere ihre Regimenter gegen den westlichen Teil der russischen Stellungen an der Linie Gostomel - Irpen – Belogorodka anzusetzen hatte. Erst am 17. September abends erteilte Kirponos dem Hauptquartier der 37. Armee den Befehl zum Verlassen von Kiew. Diese Genehmigung ging eine Reihe von Verhandlungen zwischen den Hauptquartieren der Stawka und der Südwestfront voraus. Insbesondere der stellvertretende Volkskommissar für innere Angelegenheiten der Ukraine und Mitglied des Militärrates der Front, N. S. Chruschtschow, berichtete der Stawka über den aussichtslosen Stand bei der 37. Armee.

### Nördlicher Abschnitt

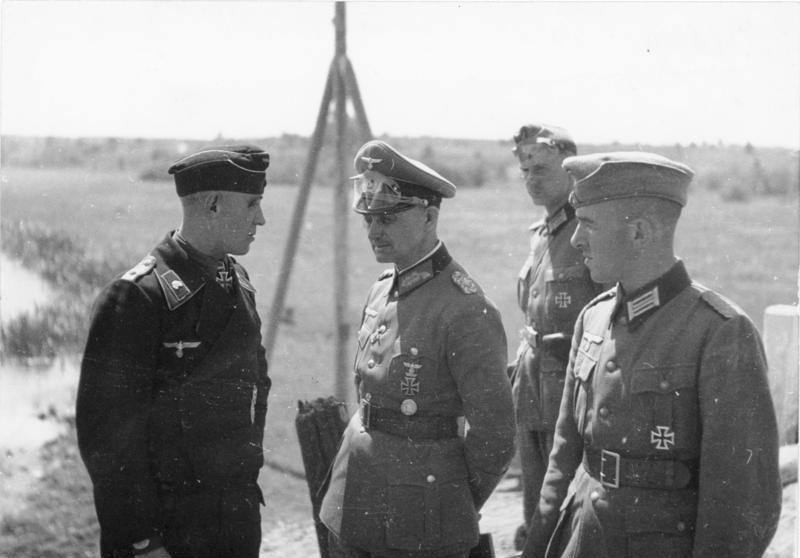
Generalleutnant Model (2. v.l.) als Kommandeur der 3. Panzer-Division

Die am 25. August eröffnete Offensive der Panzergruppe 2 kam anfangs rasch in Gang, auch weil man in Nowgorod-Sewerski eine Desna-Brücke unversehrt in die Hand bekam. Da jedoch dieser Desna-Brückenkopf während der Roslawl-Nowosybkower Operation hart attackiert wurde und auch die mit sieben Divisionen angetretene 2. Armee nur schwer vorankam, verzögerte sich der Vormarsch. Am 31. August wurde auch die 4. Panzerdivision nach der Sicherung des Desna-Brückenkopf nach Süden nachgezogen. Die 3. Panzer-Division unter Generalleutnant Model überschritt den Sudost und strebte weiter südwärts zum Sejm-Abschnitt. Gegenüber den Angriffen der sowjetischen 13. und 40. Armee aus dem Raum Trubtschewsk bis Gluchow sicherte das motorisierte XXXXVI. und XXXXVII. Armeekorps (mot.) die rechte Flanke der Panzergruppe 2.
An der linken Flanke Guderians begleiteten das XIII. und XXXXIII. Armeekorps der 2. Armee das Vorgehen zur Desna und nach Tschernigow. Als die Truppen des Generals Geyr von Schweppenburg am 10. September Bachmatsch besetzen, brach die Linie der sowjetischen 21. Armee zusammen. Die Truppen der deutschen 2. Armee konnten ab 8. September die Front der sowjetischen 5. Armee eindrücken, von rechts nach links überwanden die 17., 134., 260., 131., 293., 112. und 45. Infanterie-Division den Desna-Abschnitt und erreichten die nächsten Tage den Raum zwischen Koselez und Neschin. Das XXIV. Armeekorps (mot.) hatte am 9. September den Sejm überschritten und erreichte einen Tag später Romny, womit der eigentliche Treffpunkt mit der Panzergruppe 1 geplant war.
Die Panzergruppe 1 kam im Süden jedoch wegen nahezu unpassierbarer Schlammwege kaum voran, so dass Guderians Vorhut, die 3. Panzer-Division noch weiter bis Lochwiza vorgehen musste.

### Südlicher Abschnitt
Vom 28. August bis 1. September versuchten Truppen der deutschen 17. Armee die zahlreichen Inseln am Dnjepr zu besetzen. Das Hauptquartier der 38. Armee war besonders beunruhigt über Versuche deutscher Truppen, sich in der Nähe von Tscherkassy auf der Insel Krolewetz niederzulassen. Die direkte Führung der dortigen Kavallerie unter dem legendären Reitergeneral Budjonny blieb nur am ersten Kampftag erhalten, als die 3. und 34. Kavalleriedivision am linken Flügel der 38. Armee einen erfolglosen Gegenangriff führte. In einer Entfernung von 100 Kilometern vom Brückenkopf befanden sich die mobilen Kräfte der deutschen Panzergruppe 1 (13., 14., 16. und 9. Panzerdivision, 16. und 25. motorisierte Division) im Anmarsch. Generaloberst von Kleist hatte Befehl, sich in der Region Alexandria (40 km südwestlich von Krementschug) festzusetzen und den Dnjepr dort zu forcieren. Die Berichte der 38. Armee waren bis zum 1. September voll mit Hinweisen um die Bedeutung der Dnjepr-Inseln. Das deutsche Vorgehen in der Region Krementschug wurde zunächst noch immer als ablenkender Schlag gewertet. Am 1. September war man im Hauptquartier der 38. Armee noch nicht überzeugt, dass die Situation an der Front als ungefährlich angesehen wurde, insbesondere an der linken Flanke im Raum Krementschug und dem dortigen deutschen Brückenkopf. Als die Lage im Raum Krementschug dann bedrohlich wurde, bewertete der Einsatzbericht die Aktionen in der Zone Tscherkassy bereits als „Kampf um die Insel Krolewetz“.
Die Heeresgruppe Süd befahl am 4. September den Angriff der 17. Armee aus dem Brückenkopf bei Krementschug nach Norden in Richtung auf Mirgorod und Lubny, um die Front der am mittleren Dnepr stehenden Feindkräfte (sowjetische 38. Armee) zu durchbrechen.
Das XI. Armeekorps unter General Kortzfleisch setzte mit der 125., 239. und 257. Infanterie-Division über den Dnjepr.
Dem LII. Armeekorps fiel dabei an der Ostflanke der Schutz gegenüber sowjetischen Angriffen aus dem Raum Krasnograd zu. Zusätzlich wurde von der 6. Armee das im Raum Radomyschl freigewordene Generalkommando LV. A.K. (General Vierow) für den Aufbau der neuen Front im Raum Poltawa herangezogen.
Ab 12. September wurde zum Vorstoß nach Norden zuerst das XXXXVIII. Armeekorps (mot.) (General Kempf) und darauf das XIV. Armeekorps (mot.) (General von Wietersheim) an der Spitze des Angriffes gestellt.
Das XXXXVIII. Armeekorps (mot.) stieß mit der 9. Panzer-Division, 25. Infanterie-Division (mot.), 13. und 16. Panzer-Division die Sula entlang nordwärts über Lubny nach Norden. Dahinter folgte das XIV. Armeekorps (mot.) mit der 14. Panzerdivision und 60. Infanterie-Division (mot.) nach.
Am 15. September wurde die Verbindung zwischen den Panzertruppen der Generale Model und Hube hergestellt und der noch dünne Ring geschlossen. Neben dieser weit umspannenden Einschließung der Hauptkräfte der sowjetischen Südwestfront kam es mit dem Dnepr-Übergang der 6. Armee zu einer Einschließung Kiews, welches am 19. September fiel.

### Ausbruchskämpfe
Vergeblich stellten Marschall Budjonny und General Kirponos mehrmals die Forderung zur Räumung Kiews und zum noch möglichen Ausbruch. Stalins Befehl, „stehen, halten und notfalls sterben“ führte unweigerlich zur Einkesselung. Laut dem sowjetischen Oberst Kyrill D. Kalinow hatte Budjonny den Auftrag, um jeden Preis die Stellungen zu halten, damit die ukrainischen Industriegebiete geräumt werden können. Erst am 17. September sei die Erlaubnis zum Ausbruch erteilt worden.
Die Soldaten und Kommandeure der aus Kiew zurückgehenden 37. Armee befanden sich in der schwierigsten Situation. Auf ihrem Rückzugsweg kamen ihnen durch die zusammengebrochene Front der 5. und 21. Armee die Infanteriedivisionen der deutschen 2. Armee entgegen. Ab dem 15. September war dem Oberbefehlshaber der Südwestfront bekannt, dass im Raum Lebedyn-Achtyrka mit dem Entladen der 100. Schützendivision (Generalmajor Russianow) und zweier Panzerbrigaden begonnen wurde. Ein Gegenangriff wurde geplant, um die sich aus der Einkreisung zurückzuziehen Verbände zu retten. Die deutsche Front sollte von Osten her aufgebrochen und ein kleiner Korridor freigekämpft werden, um den eingekreisten Truppen den Ausbruch zu ermöglichen. Das 2. Kavalleriekorps und die 100. Division sollten gegen die linke Flanke des durchgebrochenen deutschen XIV. Armeekorps (mot.) angesetzt werden, das bereits Romny erreicht hatte.
Am 16. September erhielt Marschall Timoschenko den Oberbefehl über die Südwestfront, als Chef über die operative Führung wurde Generalmajor Howhannes Baghramjan eingesetzt. Der neue Frontkommandeur änderte aus unklaren Gründen den ursprünglichen Plan des Gegenangriffs, der konzipiert wurde, noch bevor die Divisionen der beiden deutschen Panzergruppen in der Nähe von Lochwitza aufeinander getroffen waren. Timoschenko beschloss, die Lage dadurch wiederherzustellen, dass er die kavallerie-mechanisierte Gruppe Below (2. Kavalleriekorps, 100. Schützendivision) zur Rückeroberung von Romny ansetzte. Die Verteidigung in Romny wurde aber durch die Geländeverhältnisse begünstigt, die Deutschen konnten sich am Zusammenfluss der Sula und ihres Nebenflusses Romy halten. Schließlich schloss sich am 18. September auch die eingetroffene 129. Panzerbrigade den Gegenangriffen an. Am 20. September traf noch die 1. Panzerbrigade ein, aber die Offensive blieb erfolglos. Das 2. Kavalleriekorps rückte vom 15. bis 19. September bis Gadjatsch-Raschowka vor. Danach beschränkte man sich auf die Verteidigung, denn die deutsche 16. motorisierte Division und die deutsche 101. leichte Infanteriedivision wirkten von Süden her erfolgreich gegen die überdehnte linke Flanke. Die Gegenangriffe wurden noch bis zum 23. September fortgesetzt. Am 24. September versuchte die 5. Kavalleriedivision, die Angriffsfront nach Süden in Richtung Lochwitza zu drehen, dort traf man jedoch auf die deutsche 9. Panzerdivision, welche Fortschritte verhinderte.
Am 20. September wurde Kirponos' Hauptquartier beim Ausbruch überraschend in ein Gefecht mit deutschen Truppen verwickelt. General Kirponos leitete die Kämpfe bei Drjukowtschina von einem Waldrand aus, wo er bald verwundet wurde. Kurze Zeit später erlitten er und sein Generalstabschef Tupikow bei Schumeikowo tödliche Verwundungen. Ein Teil des Hauptquartiers unter der Führung des Leiters der Operationsabteilung, General Bagramjan, konnte entlang der Route Pirjatin – Gorodische – Raschiwka – Zenkow – Orschitza aus dem Kessel entkommen.
Bei der 5. Armee wurde der Befehlshaber der Armee, Generalmajor Potapow, von deutschen Truppen gefangen genommen und dessen Stabschef, Generalmajor Pisarewski, getötet. Das Hauptquartier der 21. Armee, angeführt von Generalleutnant Kusnezow und anderen Offizieren, brach entlang der Route Priluki – Oserjani – Andrejewka – Gadjatsch nach Osten durch.
Durch Neuzuführungen und die aus dem Kessel ausgebrochenen Einheiten verfügte die Südwestfront bald wieder über eine neuformierte 21., 40. und 38. Armee, welche sofort im Raum Mirgorod – Poltawa und am Psjol- und Sula-Abschnitt eine neue Front etablierten.
Die Kesselschlacht im Osten Kiews ging erst am 26. September zu Ende. Nach Angaben der Heeresgruppe Süd gerieten rund 665.000 sowjetische Soldaten in deutsche Kriegsgefangenschaft; zudem wurden 884 Panzer, 418 Pak und 3018 Geschütze erbeutet. Laut anderen Quellen verlor die Rote Armee in der Kiewer Verteidigungsoperation vom 7. Juli bis zum 26. September 1941 700.544 Soldaten (darunter 616.304 Tote, Vermisste und Gefangene).

### Besetzung von Kiew

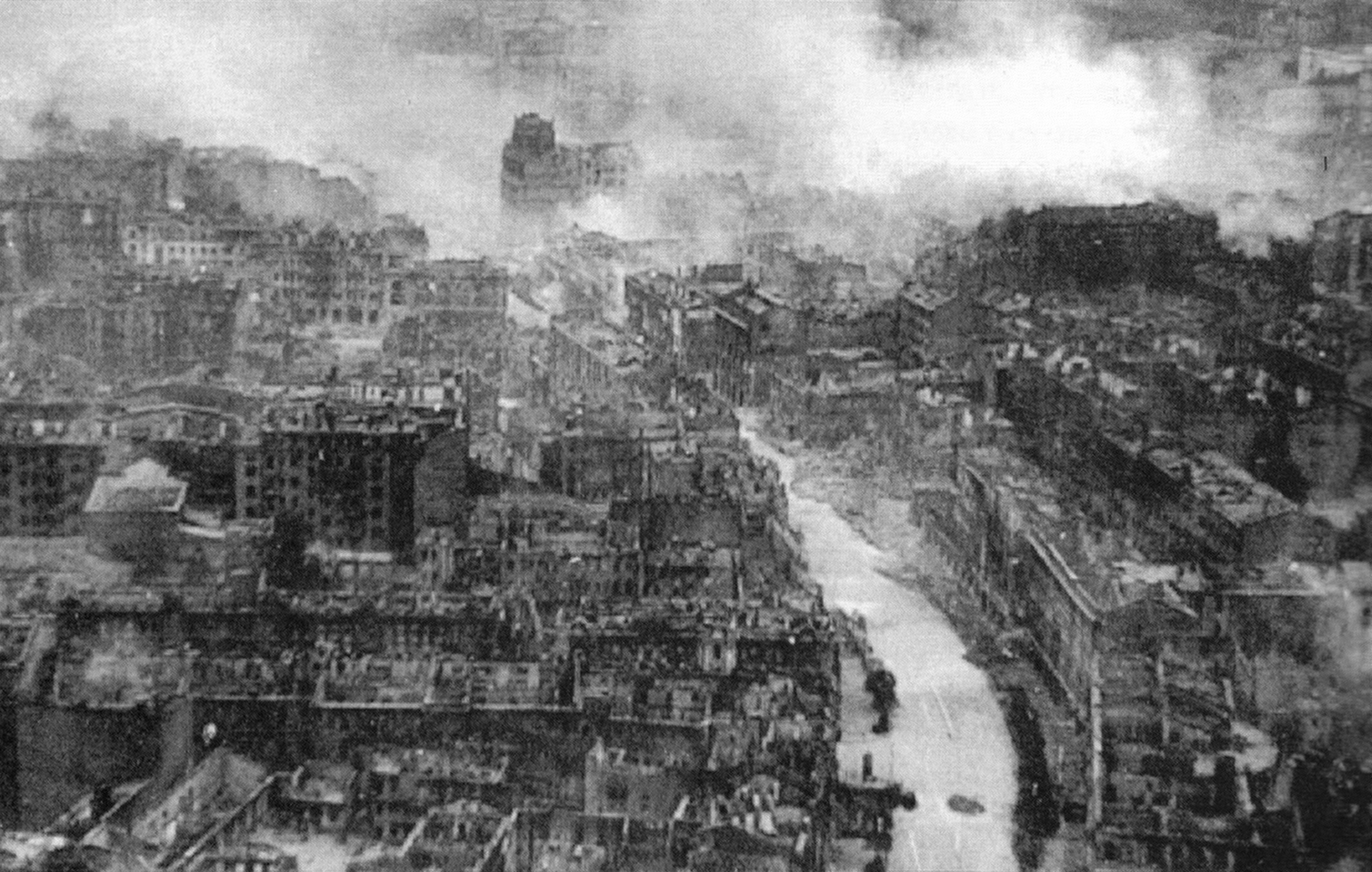
Kiew nach dem Großbrand

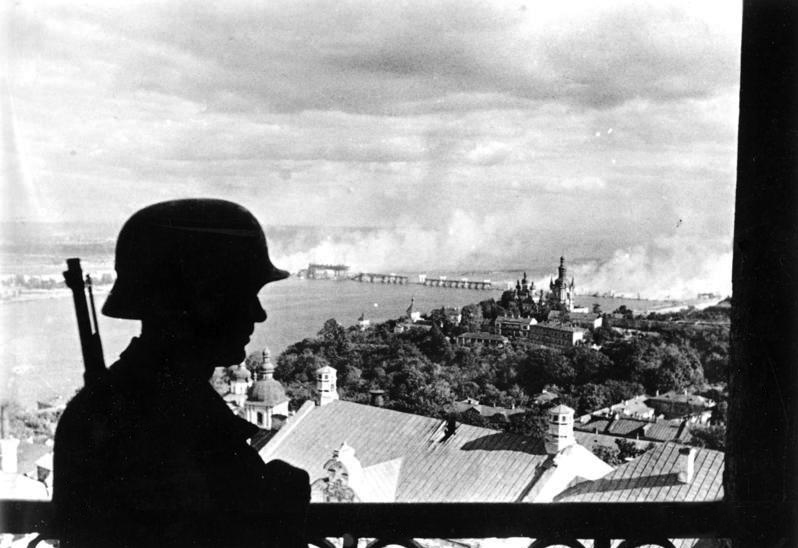
Deutscher Wachposten auf der Zitadelle von Kiew am 19. September.

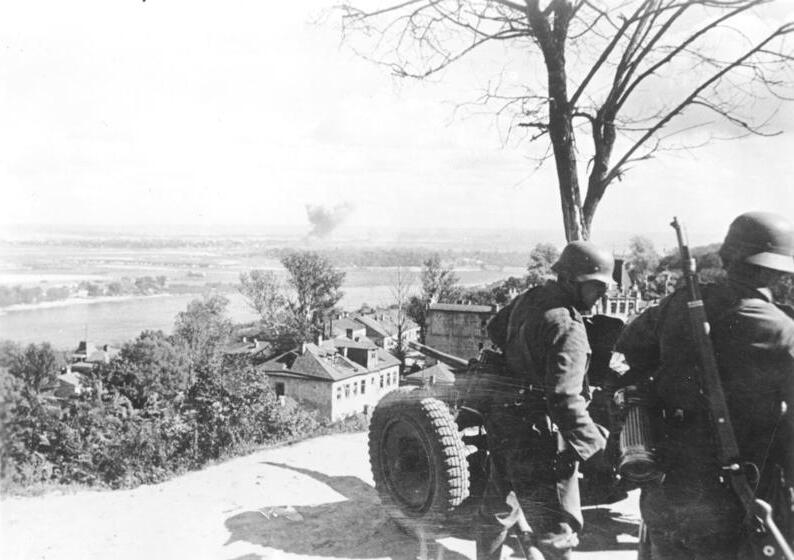
Deutsche Pak auf der Zitadelle von Kiew mit Blick über den Dnepr

Die am 19. September erfolgte Einnahme von Kiew sollte folgenreiche Probleme bezüglich der Sicherheit der deutschen Truppen in der Stadt mit sich bringen. Nach Abschluss der Kämpfe stellte sich heraus, dass nicht nur umfangreiches Material abtransportiert und die Bahnverbindungen nachhaltig unterbrochen worden waren, sondern auch umfangreiche nachträgliche Zerstörungen durch mit Funk auszulösende Sprengungen (Objektmine F-10) vorbereitet waren. So befahl bereits am 13. September das Oberkommando der 6. Armee, dass sich die Truppe in der Innenstadt nur mit schriftlicher Bestätigung des AOK aufhalten dürfe. Durch einen anonymen Hinweis erfuhren die Besatzungstruppen von vorbereiteten Sprengsätzen in größeren, für Stabs- und Truppenunterkünfte geeigneten Gebäuden, was am 19. September eine teilweise erfolgreiche Suchaktion auslöste.
Am 24. September löste dann ein sowjetischer Sprengsatz neben dem Hauptpostgebäude in einem Beute- und Munitionslager einen Großbrand aus, welcher rasch Teile der Stadt ergriff und durch das Feuerwehrregiment „Sachsen“ nicht gelöscht werden konnte. Zur Eindämmung des um sich greifenden Feuers mussten große Brandschneisen gesprengt werden.
Erst am 29. September konnte das Großfeuer unter Einsatz der Truppe, der Technischen Nothilfe, der einheimischen und der deutschen Feuerwehr gelöscht werden. Aufgrund der großen Verluste der deutschen Verbände in der Stadt befahl Hitler, dass befestigte Großstädte zukünftig nicht mehr im direkten Angriff eingenommen, sondern nach einer Umgehung belagert und schließlich mit Artillerie und Luftangriffen zu Fall gebracht werden sollten. Am 12. Oktober bestätigte er das Betretungsverbot für Verbände nochmals mit Blick auf Moskau und Leningrad, um die Truppen nicht Verlusten durch Spreng- oder Sabotageaktionen auszusetzen. Letztendlich wurde diese Verfahrensweise aber nie – abgesehen von der Leningrader Blockade – angewendet, und zwar schon deshalb nicht, weil die Truppe auf diese Verkehrsknotenpunkte und die Unterkünfte für Stäbe, Depots und sonstige Versorgungseinrichtungen nicht verzichten konnte.

## Die Folgen
Kiew wurde bereits am 19. September besetzt, die Kämpfe an der östlichen Kesselfront dauerten aber noch bis zum 26. an. Den Einsatzgruppen der Sicherheitspolizei und des SD fielen im Zusammenwirken mit regulären Heereseinheiten am 29. und 30. September 1941 beim Massaker von Babyn Jar mehr als 33.000 zusammengetriebene Juden aus dem Großraum Kiew zum Opfer. Das Ende der Kesselschlacht und die hohen sowjetischen Verluste öffneten der Wehrmacht den Zugang in die Ostukraine, zum Asowschen Meer und zum Donbass. Das Oberkommando der Wehrmacht (OKW) hatte sogar die Hoffnung, noch vor Einbruch des Winters sowohl die Halbinsel Krim einnehmen als auch in den Kaukasus vorstoßen zu können. Die starken Verluste der Roten Armee brachten die deutsche Heeresführung zu der letztlich falschen Annahme, dass der Stoß auf Moskau trotz der fortgeschrittenen Jahreszeit gelingen könne, und Hitler befahl nun den direkten Marsch auf die sowjetische Hauptstadt. Die Stadt Kiew blieb nach der Einnahme für 778 Tage bis zur Befreiung am 6. November 1943 durch die Rote Armee von den Deutschen besetzt.